# Novafrontina bipunctata
Novafrontina bipunctata är en spindelart som först beskrevs av Eugen von Keyserling 1886.  Novafrontina bipunctata ingår i släktet Novafrontina och familjen täckvävarspindlar. Inga underarter finns listade i Catalogue of Life.